# 제30군단 (영국)
제30군단(영어: XXX Corps)은 제2차 세계 대전 당시 영국 육군의 군단이었다. 1941년 9월 서부 사막 전역 때 편성되었다. 편성 이후 북아프리카 전역, 연합군의 시칠리아 침공, 이탈리아 전역, 오버로드 작전, 마켓 가든 작전, 베리터블 작전 등에 참전했다. 제2차 세계 대전 이후인 1946년 9월 제30군단은 해체되었다.

## 편성 및 북아프리카 전역
1941년 9월 비비안 포프(Vyyan Pope) 중장 휘하에 서부 사막에서 제30군단이 창설되었다. 이 부대는 서부 사막 전역에서 중요한 역할을 했으며, 투브루크 공방전에 참여한 영국군을 구조하기 위한 마지막 시도였던 크루세이더 작전에 대한 준비의 일환으로 북아프리카의 영국 기갑 부대를 위해 처음 결성되었다. 영국군의 구식 전차 전술 때문에 제30군단은 심각한 사상자를 냈지만, 결국 에르빈 롬멜의 아프리카 군단은 중부 리비아의 엘 아길라로 철수해야 했다.
1942년 봄, 롬멜은 반격하여 영국군을 토브룩에서 서쪽으로 몇 마일 떨어진 가잘라로 몰아냈다. 영국 제8군 사령관 닐 리치의 계획은 제13군단이 전선을 유지하는 반면, 제30군단은 제1자유프랑스여단이 보유한 비르하킴 남쪽 지역의 측면 공격을 중단하는 것이었다. 그들은 롬멜의 기갑을 늦추고 롬멜의 전차들을 "가마솥"으로 밀어 넣었는데, 이는 1942년 5월 말 제50(노섬브리아)보병사단의 일부인 제150보병여단이 파괴되면서 영국군에 남은 공백이었다. 영국군은 반격했으나 실패했다. 결국 비르하킴의 자유 프랑스군은 철수할 수밖에 없었고 롬멜은 가마솥에서 탈출할 수 있었다. 제30군단은 새롭게 구성된 제10군단이 점령한 메르사마트루로 후퇴할 수밖에 없었다. 독일군은 재빨리 돌파하여 제10군단을 포위하고 1942년 6월에 제10군단을 엘 알라메인으로 몰아냈다.

### 엘 알라메인
수가 급감한 제30군단은 나일강 서쪽의 마지막 방어 진지인 엘 알라메인으로 철수했다. 이곳은 서부 사막 전역에서 지중해 바로 남쪽에 있는 카타라 저지의 부드러운 지형 때문에 열린 측면이 존재하지 않는 유일한 장소였다. 엘 알라메인 북부 해안 지역은 XXX 군단에 배속되었다. 중대한 사상자와 장비 손실로 인해, 엘 알라메인에 있던 남아프리카 공화국의 제1보병사단, 오스트레일리아 육군의 제9사단을 비롯한  다른 영연방군의 부대가 파견되어 제30군단을 증원했고, 영국 제23기갑여단도 제30군단의 잔여 병력이었다.
1942년 7월, 제1차 엘 알라메인 전투에서 추축국의 대대적인 공세가 격퇴되었지만, 제30군단은 또다시 많은 사상자를 냈다. 윌러비 노리의 군단장 자리를 윌리엄 램스든이 대신했다. 8월, 이전의 패배와 손실의 결과로 윈스턴 처칠 총리는 클로드 오친렉을 중동 사령부의 총사령관과 제8군의 총사령관에서 해임했다. 오친렉의 연합군 사령관 자리를 해럴드 알렉산더가, 제8군 사령관 자리를 윌리엄 고트가 맡았지만 윌리엄 고트가 비행기 사고로 사망하면서 버나드 몽고메리가 제8군 사령관을 맡게 되었다.
8월 말 롬멜은 다시 돌파를 시도하기로 결정했고, 이번에는 방어선의 남쪽 끝에서 알라멜 할파라는 이름의 능선을 공격했다. 이 작전은 주로 제13군단을 겨냥한 것이었지만, 제30군단은 여러 차례의 우회적인 기습 공격의 대상이 되었다. 9월, 램스든은 올리버 리스로 대체되었다. 제30군단은 몽고메리의 첫 번째 주요 공세인 라이트풋 작전의 핵심 부대였다. 이전 제30군단의 부대에 뉴질랜드 제2사단, 영국 제51(하일랜드) 보병사단, 인도 제4사단이 영국 제9기갑여단과 함께 추가되었다. 10월 24일 밤, 장기간의 포격을 시작으로 라이트풋 작전이 개시되었고, 제30군단은 독일군을 공격했다. 군단은 빠르게 큰 피해를 입었지만, 오스트레일리아, 뉴질랜드, 남아프리카 공화국, 하일랜드 사단은 지뢰밭에 몇 개의 틈을 만들어내며 공격을 계속했고 독일군의 저항이 있자 공격을 중지했다. 제30군단의 전력을 강화하기 위해 제50(노섬브리아)보병사단이 추가되었다. 11월 2일 이른 아침, 제10군단과 제30군단은 라이트풋 작전의 4번째 단계인 수퍼차지 작전을 개시했다. 11월 4일, 제10군단의 전차들이 전선을 돌파했고 연합군은 제2차 엘 알라메인 전투에서 승리했다. 오스트레일리아 제9사단은 남서태평양 전역에 배속되었고, 제1남아공사단은 이집트에 남겨졌다. 엘 알라메인 전투 이후, 제30군단은 꾸준히 전진하여 1943년 2월 말 튀니지의 마레스선에서 진격을 멈추었다.

### 튀니지
3월 19일, 마레스선 전투의 일환으로 제30군단은 제50(노섬브리아) 보병사단과 제51(하이랜드) 보병사단을 선두로 삼고 마레스선을 공격해 간신히 틈을 만들 수 있었지만, 롬멜의 제15기갑사단에 의해 빠르게 진압되었다. 뉴질랜드 군단과 제10군단의 제1기갑사단으로 구성된 브라이언 호록스 중장이 지휘하는 부대가 뉴질랜드군이 구축한 측면 진지를 이용하여 26일에서 27일 사이의 밤에 독일군의 측면 방어선을 무너뜨렸고, 측면 공격을 받은 독일군은 북쪽의 와디 아크리트로 철수했다. 이후 4월 제30군단은 독일군의 거점을 정면으로 공격하려고 시도했지만, 독일군과 이탈리아군의 완강한 저항으로 거의 진전이 없었고, 영국 제1군이 튀니지 중부의 독일군 좌익을 돌파하여 추축군이 항복했다.

## 이탈리아
1943년 7월 10일, 제30군단은 이탈리아 시칠리아 섬 침공에 참여한 연합군 군대 중 하나였다. 올리버 리즈가 이끄는 제30군단은 영국 제8군의 우익을 맡았다. 제1캐나다사단, 제1캐나다기갑여단, 그리고 몰타에서 온 제231여단이 제30군단의 증원군으로 파견되었다. 제30군단은 파키노에 상륙해 이탈리아 제206해안사단과 제54보병사단 나폴리를 상대로 승리를 거두었다. 그러나 메시나로 향하는 길은 산악 지형이었고, 추축국 군대가 방어를 잘 하고 있었기에 제30군단의 진격은 늦어졌다. 1943년 8월 4일, 제8군은 첸투리페를 점령했고, 8월 17일 추축군 부대가 모두 이탈리아 본토로 철수하면서 연합군의 시칠리아 침공도 끝났다. 제30군단은 이탈리아 전선에서 차출되어 영국으로 귀환한 뒤 오버로드 작전을 준비하기 위해 재조정 및 재훈련을 받았다.

## 1944년

### 작전 서열
제30군단의 작전 서열은 아래와 같다.
사령관
- 제라드 버크날 (~1944년 8월 3일)
- 브라이언 호록스 (1944년 8월 4일)

군단 소속
- 제11후사르
- 왕립포병대 제73대전차연대[18]
- 왕립포병대 제27경대공연대[19]
- 왕립포병대 제4더럼연대[20]
- 제1서식스공병대[21][22]
- 왕립신호군단 제30군단신호대

왕립포병대 제5군집단
- 왕립기마포병대 제4연대[24]
- 왕립포병대 제7중연대[25]
- 왕립포병대 제64런던중연대[26]
- 왕립포병대 제84서식스중연대[27]
- 왕립포병대 제121웨스트라이딩중연대[28]
- 베드포셔 요머너리[29]

노르망디 상륙 당시 사단
- 제7기갑사단
- 제49웨스트라이딩 사단
- 제50노섬브리안 보병사단

마켓 가든 작전 당시 사단
- 근위기갑사단
- 제43웨섹스 보병사단

### 오버로드 작전

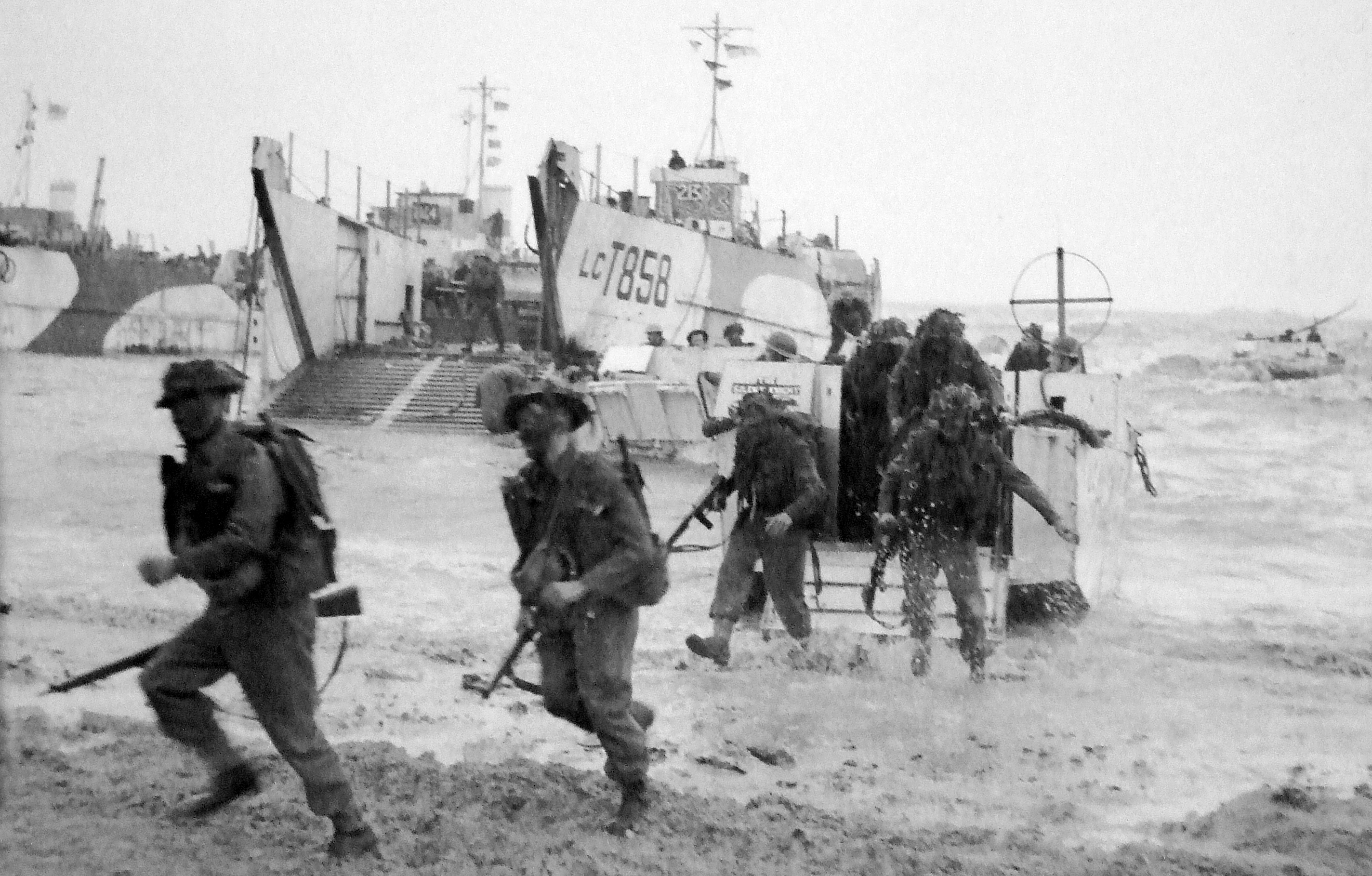
골드 해변에 상륙한 제30군단 소속 제47코만도.

노르망디에서 제라드 버크널 중장이 지휘하는 제30군단은 골드 해변에 상륙한 제50사단을 다시 포함시켰다. 제30군단은 제716정지사단을 빠르게 제압하고, 노르망디 상륙이 종료될 즈음 제30군단은 존 크로커가 이끄는 영국 제1군단과 빠르게 지역을 연결했다. 1944년 6월 7일, 영국군은 퍼치 작전을 개시했다. 독일군의 저항으로 영국군의 진격이 늦어졌지만, 6월 10일 영국군은 오마하 해변에서 출발한 미군과 지역을 연결할 수 있었다. 독일군은 코몽 일대를 비집고 들어왔고, 영국 제7기갑사단이 코몽을 비집고 들어온 독일군을 막고 비예보카주로 진격해 기갑교도사단을 저지하고자 했다. 이로 인해 비예보카주 전투가 발생했다. 영국군의 공격은 기갑교도사단과 제101SS중전차대대의 반격으로 실패로 끝났다. 제라드 버크널은 퍼치 작전과 비예보카주 전투에서 그가 내린 결정으로 많은 비난을 받았다.

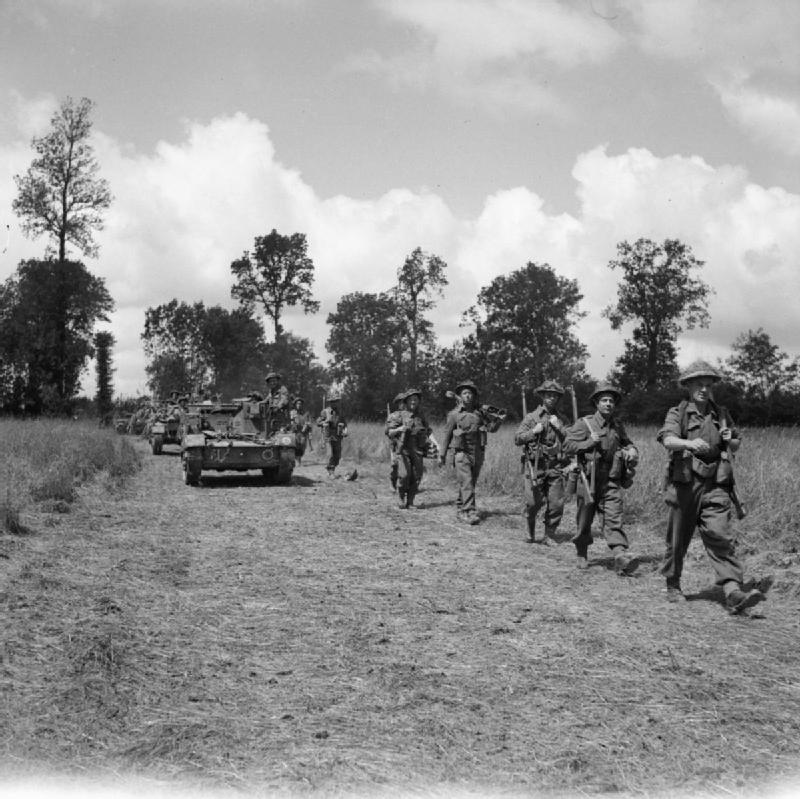
1944년 블루코트 작전 당시 영국군이 유니버셜 캐리어와 함께 진격하고 있다.

제30군단은 이후 한 달 반 동안 독일군과 소모전을 펼치게 되었다. 제30군단의 디데이 목표였던 캉은 마틀렛, 엡섬, 윈저, 찬우드, 주피터, 애틀랜틱, 굿우드 등 일련의 작전을 통해 1944년 7월 20일이 되어서야 완전히 확보할 수 있었다. 1944년 7월 25일 미군이 코브라 작전을 개시해 코탕탱반도로 진격하면서 영국군과 독일군의 지연전이 종료되었고, 코브라 작전에 발맞추어 영국군도 블루코트 작전을 개시했다. 우익의 제8군단은 상당한 진전이 있었던데 비해 제30군단의 진격 속도는 느렸기 때문에, 제21군집단의 사령관 버나드 몽고메리는 제라드 버크날을 해임하고 브라이언 호록스를 제30군단의 군단장으로 임명했다. 8월 7일 영국군은 전선을 완전히 돌파했고, 브라이언 호록스가 이끄는 제30군단은 다른 연합군과 함께 팔레즈 포위전에 참여할 수 있을 정도로 진격 속도를 높였다. 팔레즈 포위전 이후 제30군단은 빠르게 센강을 가로질러 1944년 9월 3일 브뤼셀을 해방하고, 1944년 9월 4일 안트베르펜까지 해방했다. 근위기갑사단과 하우스홀드 기병구성연대는 1944년 9월 10일, 마켓 가든 작전의 시작점인 조의 다리를 점령했다.

### 벌지 전투
벌지 전투에서, 제30군단은 뫼즈강의 교량을 사수하는 임무를 받았다. 1944년 12월 27일, 제30군단은 셀에서 독일 제2기갑사단을 몰아냈고, 전선의 서쪽 끝에 있는 벨기에 로슈포르를 점령했다. 또한 1945년 1월 14일, 제30군단은 독일군의 북쪽 측면을 공략해 미국 제84사단과 지역을 연결했다.

## 독일 침공 및 종전

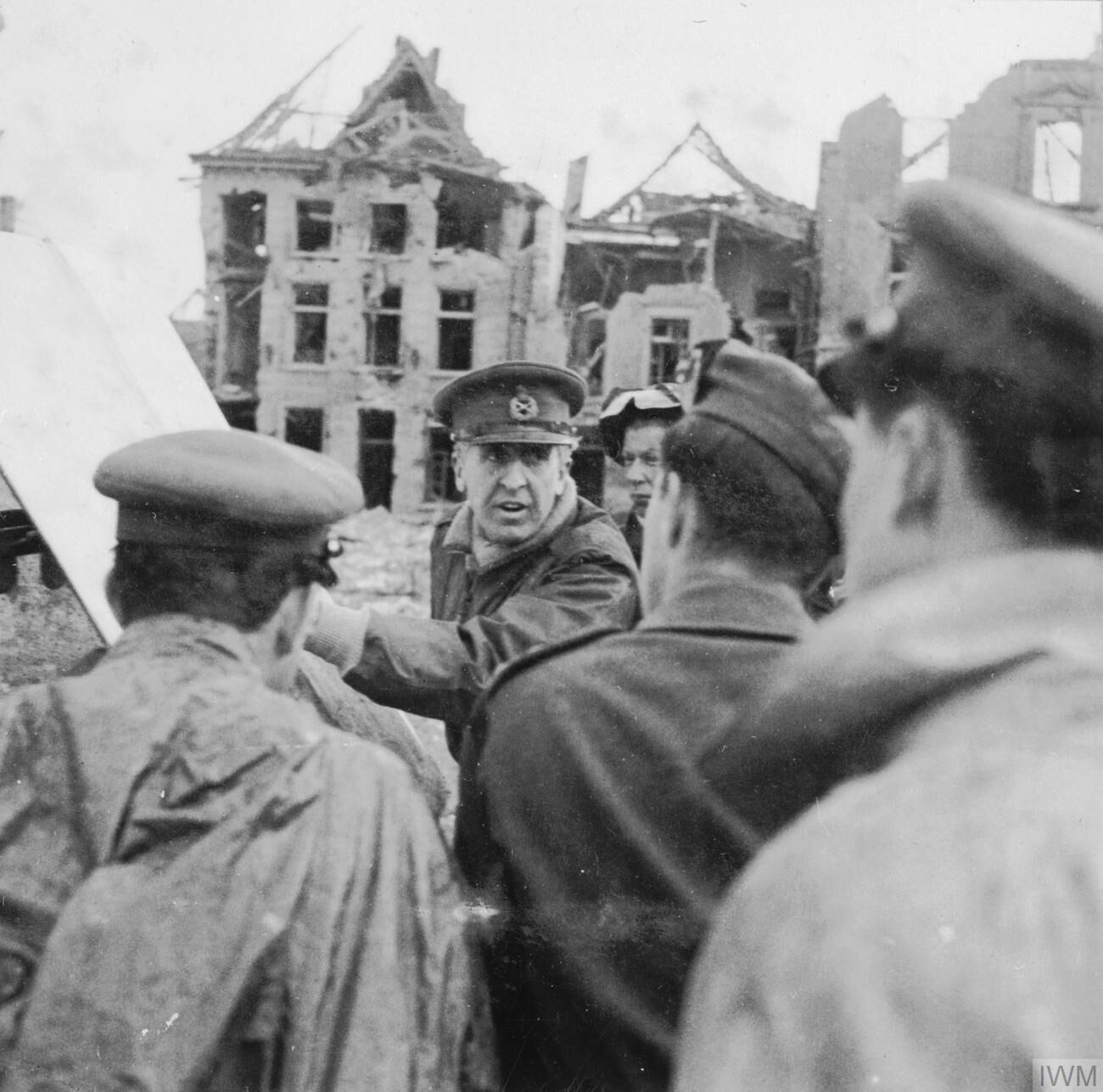
1945년 5월 26일 종전 후, 제30군단의 영국 참모들에게 연설 중인 브라이언 호록스.

제30군단은 라인강 교량 일대에서 독일군과 접전을 벌였다. 제1캐나다군의 지휘 하에 제30군단은 1945년 2월 베리터블 작전의 첫 단계로 클레버 라이흐스발트로 진격해 성공을 거두었다. 이어진 블록버스터 작전에서 제30군단은 3월 3일 미국 제9군과 겔더른에서 지역을 연결했다. 이후 제30군단은 1945년 3월 23일 라인강 도하 작전에 참전했다. 라인강 도하에서 제30군단이 속한 영국 제2군은 라인강 건너편에 교두보를 마련하는데 성공했지만, 린겐과 도르트문트-엠스 운하에서 독일군의 저항으로 진격이 어려웠다. 그러나 1945년 4월 제30군단은 라인강을 돌파해 독일 본토로 빠르게 진격했다. 4월 26일 제30군단은 브레멘을 점령했고, 5월 7일 독일이 서구 연합국에 항복할 때, 제30군단은 쿡스하펜까지 진격한 상황이었다.
전쟁이 끝난 후에도 1945년 12월까지 브라이언 호록스는 제30군단의 군단장으로 남아 있었다. 이후 1945년 12월 알렉산더 갤로웨이가 제30군단의 군단장이 되었다. 노르망디 전역 때부터 독일의 항복 때까지 유럽에서 복무한 영국군을 묶어 영국 해방군이라 불렀는데, 제30군단도 영국 해방군의 일부였으며 영국 해방군은 1945년 8월 25일 라인강 주둔 영국군으로 재조직되었다.  제30군단은 1946년 9월 해체되었다.

## 같이 보기
- 가잘라 전투